# Tampea wollastoni
Tampea wollastoni är en fjärilsart som beskrevs av Rothschild 1916. Tampea wollastoni ingår i släktet Tampea och familjen björnspinnare. Inga underarter finns listade i Catalogue of Life.